# Grillpan

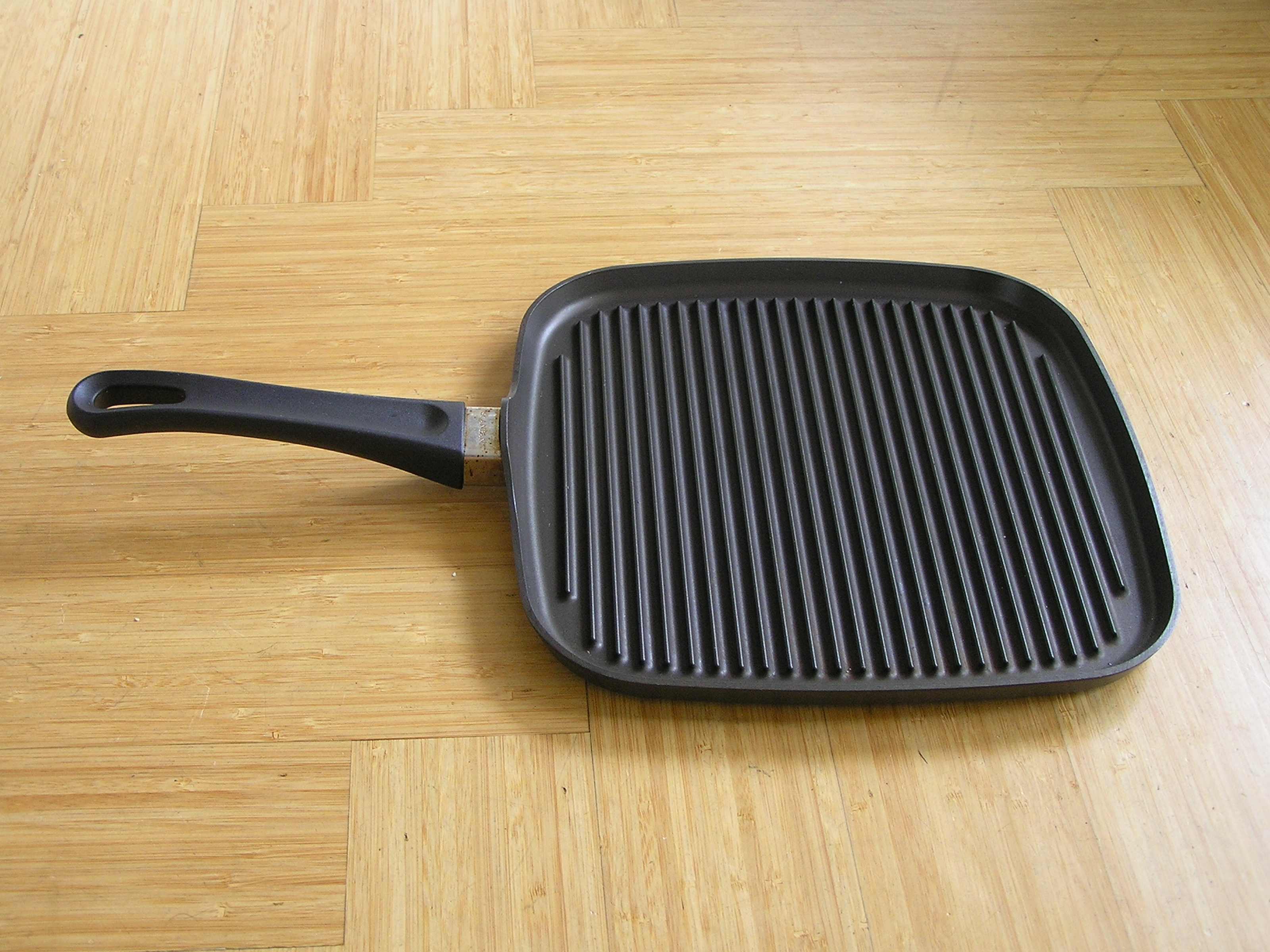
Grillpan

Een grillpan is een gebruiksvoorwerp voor in de keuken dat wordt gebruikt voor het grillen van onder andere vlees, vis en groenten.
De grillpan is een vierkante pan met opvallende ribbels aan het oppervlak en een steel om de pan te hanteren. De gerechten kunnen in een korte tijd op hoge temperatuur worden bereid, zonder olie of boter. Indien er toch olie of boter wordt gebruikt wordt het gerecht ingesmeerd en nooit de grillpan, anders vullen de geulen zich met het vet en kan net zo goed een koekenpan gebruikt worden. De originele grillpan wordt gemaakt van gietijzer, over het algemeen geldt dan ook: hoe zwaarder de pan, hoe beter.
Op gegrilde producten zijn duidelijke, meestal bruine, streepjes te zien die worden veroorzaakt door de hete ribbels aan het oppervlak van de pan en zijn te vergelijken met de streepjes bij barbecueën. Tijdens het bakken in de grillpan worden voedingsmiddelen bruin en dit bruinen wordt de Maillardreactie genoemd.